# Mohiset, Khanapur
Mohiset là một làng thuộc tehsil Khanapur, huyện Belgaum, bang Karnataka, Ấn Độ.